# Charles Rollin

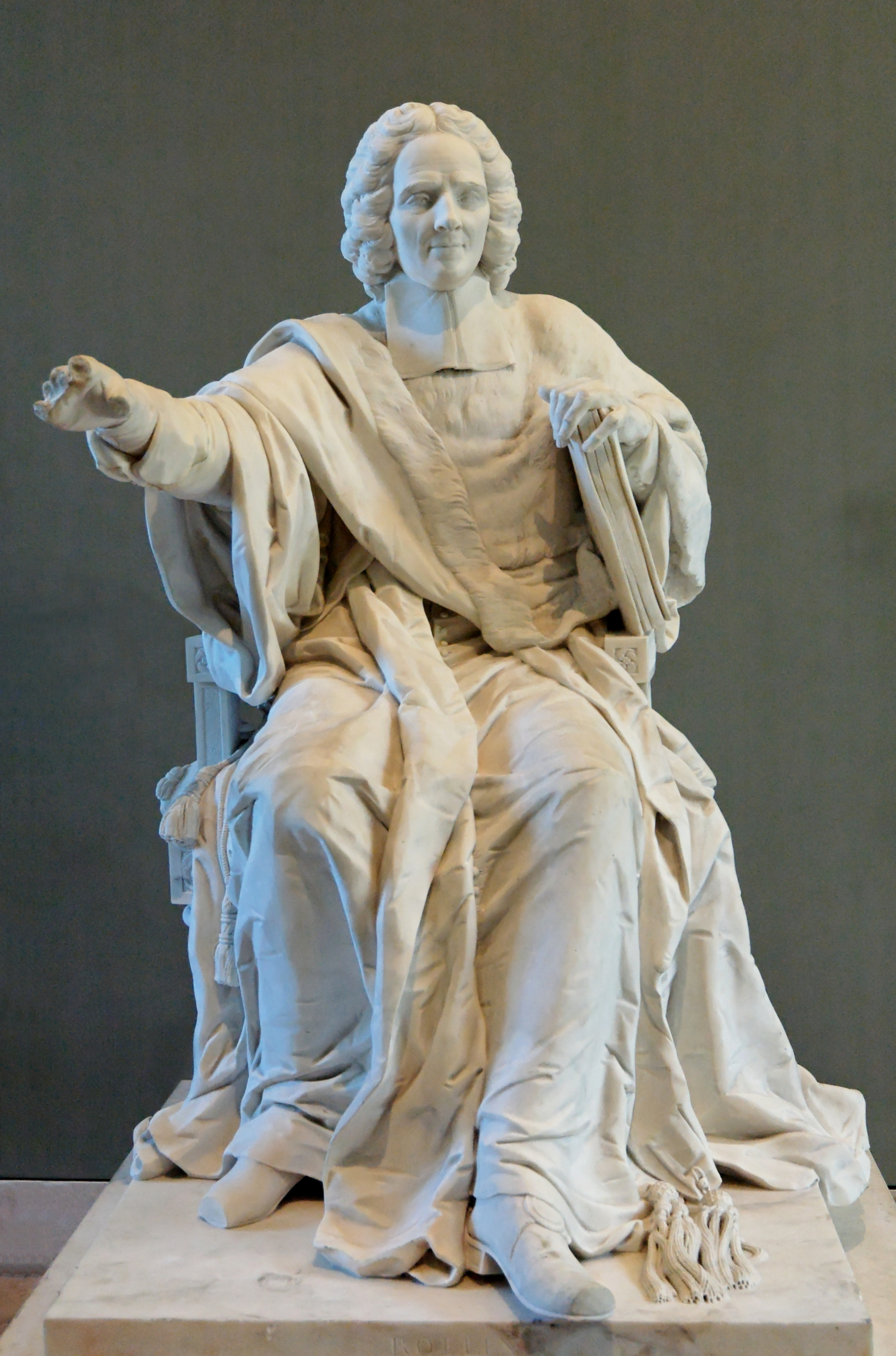
Estatua de Charles Rollin en el Louvre.

Charles Rollin (París, 30 de enero de 1661 - 14 de diciembre de 1741) fue un universitario e historiador francés.
Hijo de un artesano de la cubertería, elude el destino marcado de suceder a su padre en su taller al recibir una beca que le permite estudiar en la universidad. A la edad de 22 años se graduó en el Collège du Plessis y posteriormente estudia teología en la Sorbona. Recibió la tonsura, pero no continuó la carrera eclesiástica.
En 1694 fue nombrado rector de la Universidad de París, destacando por su interés en la revitalización del estudio de la lengua griega. A pesar de que lo habitual era ocupar el puesto durante un año, lo mantuvo durante dos años. En 1699 fue nombrado principal del Collège de Beauvais.
Rollin mantuvo principios jansenistas, hasta tal punto que defendía la veracidad de los supuestos milagros atribuidos a la tumba de François de Pâris (el Diácono París). Esta militancia le perjudicó en su carrera, descalificándole para volver a ocupar el rectorado, cargo para el que había vuelto a ser elegido en 1719. Se dijo que la misma razón le impidió ser elegido para la Académie française, aunque sí que ocupó el puesto de académico en la Academie des Inscriptions (1701). Poco antes de su muerte se opuso públicamente a la aceptación de la bula papal Unigenitus.
La obra literaria de Rollin pertenece en su mayor parte a sus últimos años de vida, en los que se le prohibió la enseñanza. Su renombrada Historia Antigua (París, 1730-38) y su menos conocida Historia Romana que la siguió, son compilaciones acríticas y en varios puntos inexactas; pero no obstante fueron utilizadas en la enseñanza de generaciones de estudiantes de historia. Más original fue su Traité des études (París, 1726-31), que contiene una propuesta de reforma del sistema educativo que incluía la de extender el uso de la lengua vulgar y descartar otros usos y tradiciones medievales.

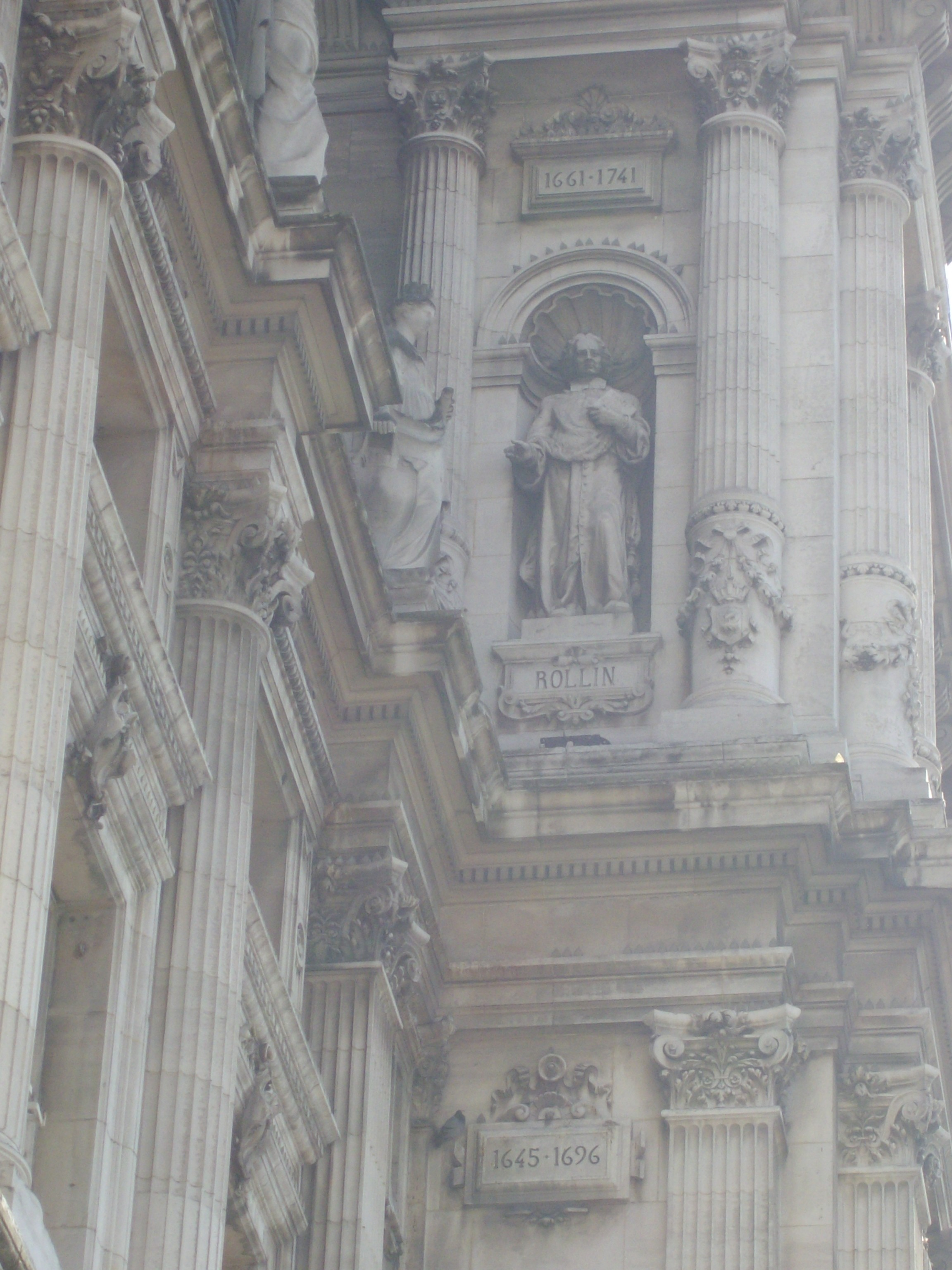
Estatua en la fachada del ayuntamiento de París.
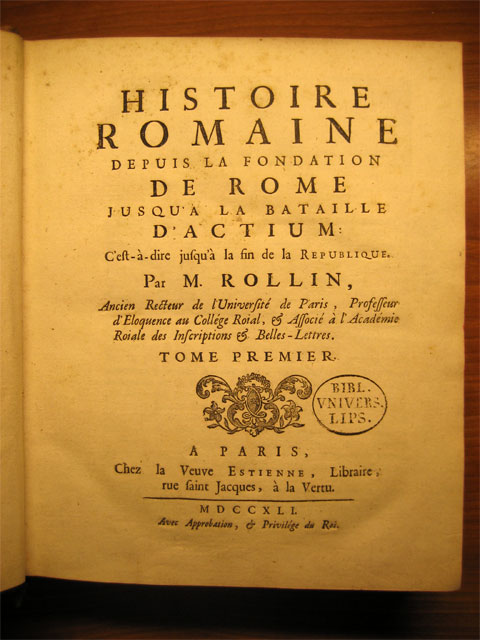
Primer tomo de la Histoire Romaine.

## Obra
- Institutionum oratoriorum libri duodecim..., édition abrégée de Quintilien, 1715, 2 v. in-12. Il élagua tout ce qui ne se rapportait pas strictement à l'éloquence.
- De la manière d'enseigner et d'étudier les Belles-Lettres par rapport à l'esprit et au coeur..., Paris, 1726-1728, 4 vol. in-12. Plus connu sous le titre de Traité des Études, ce texte pragmatique s'inspire des réformes mises en place par Rollin au Collège de Beauvais et préconise notamment un plus large usage de la langue vulgaire. Il a été réédité de nombreuses fois.
- Histoire ancienne des Égyptiens, des Carthaginois, des Assyriens, des Babyloniens, des Mèdes et des Perses, des Macédoniens, des Grecs..., Paris, 1730-1738, 13 vol., connue sous le titre d'Histoire ancienne. Ce fut un grand succès.
- Histoire romaine depuis la fondation de Rome jusqu’à la bataille d’Actium..., Paris 1738-1748 (Histoire romaine). Rollin ne put faire paraître que les 5 premiers volumes (1738-41) avant sa mort et l'ouvrage fut achevée par Crevier.
- Opuscules de feu M. Rollin..., 1771, 2 vol. in-12. Ce recueil de lettres, traités, vers et discours latins a été rassemblé par Crevier.

- Œuvres diverses publicadas por Antoine Jean Letronne en 1825
- Œuvres complètes publicadas por François Guizot, en 30 volúmenes, en 1821-1827.